# Allophylaria crystallifera
Allophylaria crystallifera är en svampart som beskrevs av Graddon 1980. Allophylaria crystallifera ingår i släktet Allophylaria och familjen Helotiaceae.   Inga underarter finns listade i Catalogue of Life.